# Victor Anicet
Pour les articles homonymes, voir Anicet.
Victor Anicet (né en 1938 au Marigot, commune du Nord atlantique de la Martinique) est un plasticien et céramiste français.

## Biographie
Victor Anicet  a reçu une formation initiale de céramiste à l’école des Arts Appliqués de la Martinique, puis poursuivit plus tard une formation aux Arts Appliqués Paris  (section céramique). Brillant et talentueux, il est reconnu comme meilleur élève de sa promotion en 1961. Après l'obtention d'une Attestation de Physique Chimie appliquée à la céramique aux Arts et Métiers de Paris, il effectue de nombreux stages en Europe : d'abord en France, avec des potiers comme Mohy et Lerat, puis en Angleterre et enfin en Allemagne.
Il évoque dans sa peinture le nègre marron, des nègres courages, des nègres rebelles. Il crée des objets qui parlent de la Martinique, de l’histoire des Amérindiens, dont il fit la découverte dans son plus jeune âge auprès du Père Pinchon, initiateur des recherches archéologiques en Martinique. À ses côtés, il découvrira le monde des Amérindiens en l'aidant à nettoyer des fragments de poterie ensevelis dans la terre rouge du quartier de l'Adoration au Marigot. C'est depuis ce jour qu'est né en lui la vocation d'être potier et céramiste.
En 1984, il crée, avec d’autres artistes, le groupe « Fwomaje », qui effectue des recherches sur l'esthétique caribéenne. Il expose en France et dans les Caraïbes. Avant, il utilisait généralement le noir et le blanc dans sa peinture, mais il utilise aussi la céramique et la sculpture sur bois.
Il réalisa en collaboration avec l'Atelier Simon Marq de Reims les vitraux de la Cathédrale de Saint-Pierre en Martinique qui fut inauguré le 8 décembre 2006. Il étudie notamment au collège Petit Manoir, situé au Lamentin en Martinique. Le lycée polyvalent Saint-James de Saint-Pierre (métiers des Arts Appliqués, du Design et de la Communication Multimédia de Martinique) porte le nom de Victor Anicet.

## Distinctions
- Officier de la Légion d'honneur (3 juillet 2024)[2]
- Chevalier de l'ordre des Arts et des Lettres (2024)